# Eugenio Raúl Zaffaroni
Eugenio Raúl Zaffaroni (Buenos Aires, 7 de enero de 1940) es un abogado penalista, juez, jurista, escribano y criminólogo argentino. En el área doctrinaria se destacó por sus aportes a la teoría del delito desde la concepción finalista. Entre 2003 y 2014 fue miembro de la Corte Suprema de Justicia de la Nación. Desde 2016 hasta enero del 2022 se desempeñó como miembro de la Corte Interamericana de Derechos Humanos.
Graduado en la Facultad de Derecho y Ciencias Sociales de la Universidad de Buenos Aires en 1962, obtuvo el doctorado en Ciencias Jurídicas y Sociales en la Universidad Nacional del Litoral en 1964. Fue juez penal, convencional constituyente de la Nación, legislador de la Ciudad de Buenos Aires e interventor del Instituto Nacional contra la Discriminación, la Xenofobia y el Racismo (INADI).
Fue profesor de Derecho Penal e Historia y Filosofía del Derecho Penal, y responsable de las cátedras de Criminología, Derecho Penal y Sociología del Derecho en diversas universidades de distintos países.
Ha recibido el título de doctor honoris causa de más de 30 universidades latinoamericanas y europeas. Se lo considera «uno de los juristas más renombrados en Latinoamérica y en Europa», destacándose por sus producciones en derecho penal, teoría del delito, derecho procesal penal, criminología y derechos humanos.

## Biografía
Es hijo de Eugenio Raúl Zaffaroni y de Elsa Clelia Cattaneo. Nació el 7 de enero de 1940, creció juntos a sus padres y abuelos. Recibió el sacramento de la comunión por primera vez el 8 de diciembre de 1948. Cursó estudios primarios en la Escuela N.º 5 del Distrito Escolar 7.º y los secundarios (bachillerato) en el Colegio Nacional Mariano Moreno en la Ciudad Autónoma de Buenos Aires. Ingreso a la Facultad de Derecho de la Universidad de Buenos Aires a los dieciséis años.
Se recibió de abogado y escribano a los 22 años en la Universidad de Buenos Aires. Entre 1963 y 1964 se especializó en Criminología y en Ciencias Penales. En 1964 se doctoró en Ciencias Jurídicas y Sociales, en la Universidad Nacional del Litoral, Santa Fe. Siguió estudiando y en 1969 lo designaron Juez de la Cámara en San Luis.
Estuvo afiliado a la Unión Cívica Radical Intransigente (UCRI) que en 1958 apoyó al presidente Arturo Frondizi.
En 1973, fue procurador general de Justicia en la provincia de San Luis. En el 1975 se hizo cargo del juzgado Nacional en lo Criminal y Correccional Federal y un año después se convirtió en juez nacional en lo Criminal de Sentencia de la Capital Federal. Allí estuvo hasta 1984 cuando empezó a actuar como magistrado en la Cámara Nacional de Apelaciones en lo Criminal y Correccional de la Capital Federal.
Fue becario de la OEA en México y de la Max Planck Stiftung en Alemania.
Zaffaroni se destacó en la criminología y el Derecho Penal a partir de la publicación de su obra Teoría del delito en 1973, mediante la cual realizó un aporte original a la teoría del delito desde la concepción finalista, difundiéndola en Argentina y América Latina y ampliándola con sus libros Manual de Derecho Penal, Tratado de Derecho Penal Parte General (cinco tomos) y Derecho Penal (2000), publicados en varios países y en sucesivas ediciones. Su obra pone el acento en el análisis crítico del poder punitivo del Estado y sus consecuencias negativas para los derechos humanos y los sectores más postergados, especialmente en las sociedades latinoamericanas. Fue pionero en la explicación del genocidio cometido por el último gobierno de facto en Argentina sobre la base de la teoría criminológica. Es considerado el más destacado y leído tratadista de la ciencia penal iberoamericana. Ha sido reconocido como doctor honoris causa en universidades de diversos países y premiado reiteradamente por su labor científica y en favor de los derechos humanos.
En 1993 fue elegido como convencional constituyente por el Frente Grande integrando la convención que realizó la reforma constitucional de 1994. En 1997 fue elegido legislador de la Ciudad de Buenos Aires por el Frepaso. En 2000 fue designado por el presidente Fernando de la Rúa como interventor del Instituto Nacional contra la Discriminación, la Xenofobia y el Racismo (INADI). En 2003 fue nominado por el presidente Néstor Kirchner como ministro de la Corte Suprema de Justicia, obteniendo el acuerdo del Senado, desempeñándose en el cargo hasta 2014, cuando presentó su renuncia en cumplimiento del tope por edad establecido por la Constitución Nacional. El 16 de junio de 2015 fue elegido por la Organización de Estados Americanos (OEA) como miembro de la Corte Interamericana de Derechos Humanos, cargo cuyo mandato se inició el 1 de enero de 2016, prestando juramento el 15 de febrero y terminó el 1 de enero del 2022.

## Trayectoria pública

### Cargos en la administración de justicia
- Juez de la Cámara Segunda de la Segunda Circunscripción Judicial de la Provincia de San Luis (1969-1973)
- Procurador general de Justicia de la Provincia de San Luis (1973-1975)
- Juez nacional en lo Criminal y Correccional Federal de la Capital Federal (1975-1976)
- Juez nacional en lo Criminal de Sentencia de la Capital Federal (1976-1984).
- Juez de la Cámara Nacional de Apelaciones en lo Criminal y Correccional de la Capital Federal (1984-1990)
- Ministro de la Corte Suprema de Justicia de la Nación (2003-2014)[16]
- Juez de la Corte Interamericana de Derechos Humanos[17][18]

En 2014 las Madres de Plaza de Mayo le entregaron el pañuelo blanco que simboliza la lucha por los derechos humanos, por su labor a favor de la justicia.

#### Juez de la Corte Interamericana
El 16 de junio de 2015 Zaffaroni fue elegido por la Organización de Estados Americanos (OEA) como uno de los siete jueces integrantes de la CIDH (Corte Interamericana de Derechos Humanos), con mandato de seis años computable desde el 1 de enero de 2016, reelegible por un período.
El evento se realizó en el marco de la apertura del Año Judicial Interamericano 2016, que se desarrolló en San José de Costa Rica. Fue elegido con el voto de los 18 países miembros.
La ONG argentina Usina de Justicia (del fiscal Marcelo Romero) impugnó la candidatura de Zaffaroni, sin éxito.
Zaffaroni prestó juramento el 15 de febrero de 2016, junto a los jueces Eduardo Vio Grossi, Elizabeth Odio Benito y Patricio Pazmiño Freire, al iniciarse el 113.º período ordinario de la Corte.
Zaffaroni se integró a la corte junto a
- Roberto F. Caldas (de Brasil; presidente),
- Eduardo Ferrer Mac-Gregor Poisot (de México; vicepresidente),
- Humberto Antonio Sierra Porto (de Colombia),
- Eduardo Vio Grossi (de Chile),
- Elizabeth Odio Benito (de Costa Rica) y
- L. Patricio Pazmiño Freire (de Ecuador).[28]

### Cargos en otros ámbitos
La trayectoria de Zaffaroni es tan amplia como internacional, tal cual lo registran sus antecedentes en el portal de la Corte Suprema de Argentina:
- Empleado administrativo en la Secretaría de Salud Pública de la Municipalidad de la Ciudad de Buenos Aires, 1958-1963).
- Delegado del Poder Judicial de la Provincia de San Luis en la Comisión Organizadora del Centro de Criminología, 1970.
- Miembro de la Comisión encargada de proyectar la legislación penitenciaria de la Provincia de San Luis, por resolución ministerial 153 de 1973.
- Presidente de la Comisión de Reformas Penales de la Federación Argentina de la Magistratura, 1975-1976.
- "Consultant in Criminal Policy", contratado por la ONU para el Instituto Latinoamericano para la prevención del delito y tratamiento del delincuente, San José, Costa Rica, 1982.
- Director y coordinador, entre 1983 y 1986, del Programa de Sistemas Penales y Derechos Humanos del Instituto Interamericano de Derechos Humanos. Redactó el informe preliminar (publicado en Buenos Aires, Depalma, 1984) que se debatió en el seminario de San José‚ en 1983, proyectó el informe final, que se revisó en un seminario cerrado en Buenos Aires en 1985 y se discutió en el seminario organizado con la Ordem dos Advogados do Brasil en Río de Janeiro en diciembre de ese año, publicado en Buenos Aires (Depalma) y en México (Revista de Justicia) hacia 1986.
- Director y coordinador, entre 1986 y 1990, de la segunda parte del Programa de Sistemas Penales y Derechos Humanos del Instituto Interamericano de Derechos Humanos sobre "Derecho Humano a la vida y sistema penal", que realizó su primer seminario en Bogotá en 1987, el segundo en Salvador de Bahía en 1988 y el tercero, en que se discutió el borrador el informe final, en San José‚ en 1990. El informe final se publicó en Bogotá en 1993 ("Muertes anunciadas", Ed. Temis).
- Miembro de la Comisión Asesora del H. Senado de la Nación para la reforma del sistema penitenciario (1986).
- Coordinador de la Comisión para la Defensa de Oficio de la Secretaría de Justicia de la Nación, 1987.
- Miembro de la Comisión Técnico Jurídica Asesora de la Comisión de Legislación Penal del Senado de la Nación para reformas al Código Penal, 1988-1990.
- Miembro del Consejo Asesor del Instituto Latinoamericano de las Naciones Unidas para la Prevención del Crimen y el Tratamiento del Delincuente (ILANUD), San José, 1989-1991.
- Asesor especializado del Instituto Interamericano de Derechos Humanos, San José, 1990-1991.
- Director general del Instituto Latinoamericano de las Naciones Unidas para la Prevención del Crimen y el Tratamiento del Delincuente (ILANUD), San José; 1991 y 1992.
- Asesor del Ministerio de Justicia de la Nación para reformas legales penales y penitenciarias, 1991 y 1992.
- Codirector del proyecto de Asistencia Técnica a la Corte Suprema del Ecuador (ILANUD-Corte Suprema-AID) para la redacción de un Anteproyecto de Código Penal y de ley de ejecución penal, Quito, 1993.
- Codirector Científico del Proyecto "La Administración de Justicia como garantizadora de Derechos Humanos en México y América Central", de ILANUD-Comunidad Europea, que realizó un primer seminario en Oaxaca (México) en 1993, el segundo en Quetzaltenango (Guatemala) en 1995 y el final en Mazatlán (México) en 1996, cuyo informe final fue publicado en San José, ILANUD-CE, 1996.
- Consultor Internacional del Instituto de Ciencias Penales del Paraguay, Asunción, 1995.
- Docente Invitado en la Carrera de Especialización en Psicología Forense de la Asociación de Psicólogos de Buenos Aires, 1995.
- Asesor de la H. Cámara de Diputados de la Nación; 1995-1997.
- Asesor Principal del Proyecto "El reto de la sobrepoblación penitenciaria en México y América Central”, ILANUD/Comisión Europea, 1996.
- Miembro honorario del comité jurídico de la Unión de Trabajadores de Prensa de Buenos Aires, 1996.
- Miembro Titular del Tribunal de Disciplina del Colegio Público de Abogados de Buenos Aires; 1996-1997.
- Consultor Internacional para el Proyecto Educación e Información sobre Seguridad Ciudadana en Centroamérica, ILANUD, San José, Costa Rica.
- Miembro de la delegación oficial que rindió el informe periódico ante el Comité de Derechos Humanos de la ONU. Ginebra, 2000.
- Interventor del Instituto Nacional contra la Discriminación, la xenofobia y el racismo (INADI), Buenos Aires, mayo de 2000 a diciembre de 2001.
- Jefe de la delegación oficial que rindió el decimoquinto informe ante el Comité contra la Discriminación Racial de la ONU. Ginebra, 2001.
- Director del Programa de Capacitación y Monitoreo de los Derechos Humanos en la Justicia Penal (ILANUD –Instituto Raoul Wallenberg– Agencia Sueca de Cooperación Internacional para el Desarrollo). San José, 2003.
- Miembro del Eminent Jurists Panel on Terrorism, Counter-terrorism and Human Rights de la Comisión Internacional de Juristas. Ginebra, 2005.

### Participación internacional
- Vicepresidente de la Asociación Internacional de Derecho Penal.
- Integrante del Comité Científico de la Asociación Internacional de Derecho Penal
- Miembro del “Eminent Jurists Panel on Terrorism, Counterterrorism and Human Rights” de la Comisión Internacional de Juristas en Ginebra, Suiza en 2005.
- Director del Programa de Capacitación y Monitoreo de los Derechos Humanos en la Justicia Penal (ILANUD – Instituto Raoul Wallenberg –Agencia Sueca de Cooperación Internacional para el Desarrollo) en 2003.
- Jefe de la delegación oficial que rindió el decimoquinto informe ante el Comité contra la Discriminación Racial de la ONU en Ginebra, Suiza, en 2001.
- Miembro de la delegación oficial que rindió el informe periódico ante el Comité de Derechos Humanos de la ONU en Ginebra en 2000.
- Codirector científico del Proyecto "La Administración de Justicia como garantizadora de Derechos Humanos en México y América Central" (ILANUD-Comunidad Europea) de 1993 a 1996.
- Asesor principal del Proyecto "El reto de la sobrepoblación penitenciaria en México y América Central” (ILANUD-Comisión Europea) en 1996.
- Consultor internacional del Instituto de Ciencias Penales del Paraguay en Asunción, República del Paraguay en 1995.
- Consultor internacional para el Proyecto Educación e Información sobre Seguridad Ciudadana en Centroamérica.
- Director general del Instituto Latinoamericano de Prevención del Delito de las Naciones Unidas (ILANUD), San José, Costa Rica en 1991 y 1992.
- Asesor especializado del Instituto Interamericano de Derechos Humanos en 1990 y 1991.
- Miembro del Consejo Asesor del Instituto Latinoamericano de las Naciones Unidas para la Prevención del Crimen y el Tratamiento del Delincuente entre 1989 y 1991.
- Autor de proyectos de reformas a los códigos penales argentino (1991), ecuatoriano (1969 y 1992), boliviano (2009) y costarricense (1991).
- Director y coordinador del Programa de Sistemas Penales y Derechos Humanos del Instituto Interamericano de Derechos Humanos sobre "Derecho Humano a la vida y sistema penal" entre 1986 y 1990.
- Director y coordinador del Programa de Sistemas Penales y Derechos Humanos del Instituto Interamericano de Derechos Humanos entre 1983 y 1986.
- "Consultant in Criminal Policy" contratado por la ONU para el Instituto Latinoamericano para la prevención del delito y tratamiento del delincuente en Costa Rica en 1982.

## Actividad política
- Fue elegido Convencional Constituyente de la Nación por representación del Frente Grande el 10 de abril de 1994
- Vicepresidente tercero de la Comisión de Redacción de la Asamblea Nacional Constituyente en Santa Fe en 1994
- Presidente de la Comisión de Redacción de la Constitución Nacional en 1996
- Fue elegido diputado de la Ciudad de Buenos Aires entre 1997 y 2000 y presidente del bloque de diputados entre 1997 y 1999.
- Presidente del Consejo Consultivo del Instituto de Políticas Públicas (IPP).[30]
- Miembro Titular del Tribunal de Disciplina del Colegio Público de Abogados de Buenos Aires entre 1996 y 1997.
- Asesor de la Cámara de Diputados de la Nación entre 1995 y 1997.
- Asesor del Ministerio de Justicia de la Nación para reformas legales penales y penitenciarias en 1991 y 1992.
- Coordinador de la Comisión para la Defensa de Oficio de la Secretaría de Justicia de la Nación en 1987.
- Miembro de la Comisión Asesora del Senado de la Nación para la reforma del sistema penitenciario en 1986.
- Miembro de la Comisión Técnico Jurídica Asesora de la Comisión de Legislación Penal del Senado de la Nación para reformas al Código Penal de 1988 a 1990.
- Presidente de la Comisión de Reformas Penales de la Federación Argentina de la Magistratura entre 1975 y 1976.
- Miembro de la Comisión encargada de proyectar la legislación penitenciaria de la Provincia de San Luis, Argentina en 1973.
- Delegado del Poder Judicial de la Provincia de San Luis en la Comisión Organizadora del Centro de Criminología en 1970.

## Docencia y actividad académica
- Universidad del Museo Social Argentino (Buenos Aires) (Argentina), profesor adjunto en la cátedra del doctor Bernardo Beiderman en la Facultad de Derecho desde 1973 a 1987.
- Universidad Veracruzana en Xalapa, Veracruz (México), Profesor de Derecho penal y Sociología del Derecho, en 1967 y 1968.
- Universidad del Salvador (Buenos Aires) (Argentina), Profesor de Historia y Filosofía del Derecho Penal en el Doctorado en Ciencias Penales de la Facultad de Derecho desde 1977 a 1980 y profesor de Derecho Penal en la Facultad de Derecho desde 1979 a 1984.
- Universidad Nacional Autónoma de México, (México), profesor de Criminología en la Licenciatura en Derecho en la Facultad de Derecho en 1965.
- Universidad Católica de La Plata (Argentina), Profesor de Derecho Penal en la Facultad de Derecho desde 1970 a 1985, Profesor de Derecho Penal Profundizado en el Doctorado de la Facultad de Derecho desde 1979 a 1984, Director del Departamento de Derecho Penal y Criminología de la Facultad de Derecho desde 1976 a 1981 y Secretario del Instituto de Derecho Penal Comparado de la Facultad de Derecho desde 1970 a 1975. Fue Consejero Académico de la Facultad de Derecho desde 1970 hasta 1972 y desde 1976 hasta 1980.
- Universidad del Zulia, Maracaibo (Venezuela), Coordinador del Área Penal de la Maestría Latinoamericana en Ciencias Penales y Criminológicas desde 1984.
- Universidad Nacional de Rosario, provincia de Santa Fe (Argentina), asesor del Consejo de Investigaciones de la Universidad en 1986 y miembro de la comisión de becas del área de Derecho en 1990
- Universidad Nacional de Misiones, Posadas (Argentina), evaluador de Tesis en la Maestría de Antropología Social en 1998.
- Universidade Federal de Santa Catarina, Florianópolis,S.C.(Brasil), Miembro Titular del Jurado de Tesis de Doctorado en el Centro de Ciências Jurídicas en 1994.
- Universidad de Buenos Aires, (Argentina), Profesor de Derecho Penal en la Licenciatura en Ciencias Penales del Instituto de Derecho Penal y Criminología de la Facultad de Derecho y Ciencias Sociales desde 1974 a 1976 (año en que cesó por resolución de la intervención militar) y profesor titular de Derecho Penal en la Facultad de Derecho y Ciencias Sociales desde 1986 a 2007.
- Universidad de Buenos Aires, (Argentina), Profesor de Criminología en la Facultad de Psicología desde 1984 a 2007.
- Universidad de San Pablo (Brasil), Co-Orientador en el posgrado en Sociología de la Faculdade de Filosofia, Letras e Ciências Humanas en 1997.
- Universidad Nacional de Lomas de Zamora (Argentina), Profesor de Derechos Humanos y dogmática jurídico penal en la Maestría en Criminología, Secretaría de Posgrado, Facultad de Derecho en el 2000.
- Universidade Cândido Mendes, Río de Janeiro (Brasil), Profesor de Introducción a la Criminología en el Mestrado em Criminología, Direito Penal e Processo Penal en el 2000 y miembro de la banca examinadora de tesis de Maestría en el Programa de Maestría en Derecho en 2003.
- Universidad Autònoma del Estado de Hidalgo, Pachuca (México), Profesor Investigador del Instituto de Ciencias Sociales y Humanidades en 2003.
- Universidad de Barcelona (España), Miembro del Tribunal de Tesis Doctoral del Departamento de Derecho y Ciencias Penales de la Facultad de Derecho en 2003.
- Universidad de Salamanca (España), Presidente de Jurado de Tesis Doctoral en la Facultad de Derecho en 2005.
- Es director del Departamento de Derecho Penal y Criminología de la Universidad de Buenos Aires desde 1994.
- En el año 2007, la Universidad de Buenos Aires, distinguió al Dr. Zaffaroni con su designación como Profesor Emérito.

Ha sido profesor invitado en
- Instituto Vasco de Criminología, Universidad del País Vasco, San Sebastián,(España)
- Universidad Autónoma de Santo Domingo (República Dominicana).
- Universidad San Martín de Porres (Perú).
- Universidad de Maracaibo (Venezuela).
- Universidad Cándido Méndez (Brasil).
- Universidad Santiago de Cali (Colombia).
- Universidad Externado (Colombia).
- Universidad del Norte Santo Tomás de Aquino, Tucumán, Argentina.
- Universidad Católica de Salta, Argentina.
- Universidad Nacional de Chilecito, La Rioja, Argentina.
- Universidad de Congreso, Mendoza, Argentina.
- Centro de Investigaciones del Ombudsman de Buenos Aires, Argentina.
- Carrera de Especialización en Psicología Forense de la Asociación de Psicólogos de Buenos Aires, Argentina.
- Centro de Estudios de Política Criminal y Ciencias Sociales, A.C., México D.F.

Fue miembro del jurado en numerosos concursos de distintas universidades.

### Publicaciones
Es autor de numerosos artículos, folletos y trabajos breves, participa en publicaciones periódica nacionales e internacionales; prólogos y presentaciones; comentarios bibliográficos; proyectos y trabajos legislativos; artículos periodísticos; opiniones y dictámenes; traducciones; participación en congresos y seminarios; cursillos y ciclos de conferencias y clases extraordinarias.
Integra múltiples entidades académicas y los consejos de varias revistas especializadas, nacionales e internacionales.
Es Director de la Revista de "Derecho Penal y Criminología" publicada por la Editorial La Ley.
Ha publicado diversas obras; algunas de las más importantes:
- Manual de Derecho Penal (editado también en México y Perú, y adaptado al derecho penal brasileño en coautoría con José Henrique Pierangeli)
- Derecho Penal Militar (1980)
- Tratado de Derecho Penal en cinco volúmenes (reeditado también en México)
- En busca de las penas perdidas (traducido al portugués y al italiano)
- Estructuras judiciales (traducido al portugués)
- Criminología: aproximación desde un margen
- Estructura básica del derecho penal, 2009.
- La palabra de los muertos, Conferencias de Criminología Cautelar
- La cuestión criminal. Buenos Aires, editorial Planeta. 2012. ISBN 978-950-49-2824-9.
- Crímenes de masa, 2010, Ediciones Madres de Plaza de Mayo.
- con Osvaldo Bayer (2012). La Pachamama y el humano. Buenos Aires, Ediciones Madres de Plaza de Mayo. ISBN 978-950-5639-25-0.
- Derecho Penal, Parte General, en coautoría con Alejandro Slokar y Alejandro Alagia, que alcanzó la cima de ventas y de uso en universidades latinoamericanas en tiempo récord.
- La nueva crítica criminológica. Criminología en tiempos de totalitarismo financiero (en coautoría con Ílison Dias dos Santos), 2019.
- Lineamientos de Derecho Penal, 2020, Ediar.
- Colonialismo y Derechos Humanos, 2022, Taurus.

### Doctorados en Jurisprudencia
Obtenidos por:
- Università degli Studi di Macerata, Italia (2003).
- Universidad Nacional San Agustín de Arequipa, Perú (2003).
- Universidad Nacional de Rosario, Argentina (2003).
- Universidad para la Cooperación Internacional, San José, Costa Rica (2003).
- Instituto Nacional de Ciencias Penales, México, D. F., México (2003).
- Universidad de Castilla-La Mancha, Toledo, España (2004).

### Distinciones
Es, además, profesor emérito de la Universidad de Buenos Aires, fue galardonado con la Orden del Mérito del gobierno alemán, de la República Italiana y el Premio en Criminología de la American Sociological Association de Nueva York. Además, en 2009, había recibido el Premio Estocolmo de Criminología, comparado con el Nobel de ese ámbito científico.
- En 1978 recibió la Orden de Mérito Criminológico de la Sociedad Brasileira de Criminología de San Pablo, Brasil.
- En 1986 recibió el Premio de la Section on Criminology de The American Sociological Association en el Eighty-First Annual Meeting, New York, Estados Unidos.
- En 1990 recibió la Medalla al Mérito "Juan Antonio Tavara Andrade" de la Cámara de Diputados del Perú.
- En 1993 recibió la Distinción Académica Extraordinaria de la Facultad de Derecho de la Universidad Nacional de Córdoba, Argentina.
- En 2000 recibió el Diploma de Honra ao Mérito da Academia Sergipana de Letras, Brasil.
- En 2000 recibió la distinción Comenda Tobias Barreto del Instituto Brasileiro de Estudos de Direito en Recife, Pernambuco, Brasil.
- En 2002 recibió el Reconocimiento del H. Ayuntamiento del Municipio de Durango, Dgo, México.
- En 2005 recibió la Medalha Mérito Farroupilha, Aseembléia Legislativa do Estado do Rio Grande do Sul, Palacio Farroupilha, Porto Alegre, Brasil.
- En 2005 recibió la Medalla del Poder Judicial y del Ministerio Público de la Corte Superior de Cajamarca, Cajamarca, Perú.
- En 2005 recibió la distinción de Maestro Distinguido de la Universidad Autónoma de Chihuahua, México.
- En 2006 recibió el Reconocimiento del Supremo Tribunal de Justicia del Estado de Michoacán, Morelia, México.
- En 2006 fue nombrado Miembro Honorario de la Academia Boliviana de Ciencias Jurídico Penales de Cochabamba, Bolivia.
- 2006 Orden al Mérito de la República Federal Alemana[9]
- En 2006 recibió la distinción de Maestro de Vida otorgada por la Confederación de Trabajadores de la Educación de la República Argentina.
- En 2006 recibió el Grand Maître Commandeur de l’Ordre Internationale de Criminologie de la Société Internationale de Criminologie, Ministère de la Justice, París, Francia.
- En 2009 fue galardonado por el jurado mundial independiente con el Premio Estocolmo en Criminología junto con el catedrático de la Universidad del Noroeste del estado de Illinois, John Hagan. (Suecia, 23 de junio de 2009).
- En 2011 La Asociación Internacional de Derecho Penal y el Instituto Max Planck de Derecho Penal Internacional y Extranjero (Alemania) le otorgaron el premio internacional Hans-Heinrich Jescheck.[32]
- En 2012 recibió el título de Huésped de Honor de la ciudad de Santa Fe por la Cámara de Diputados de dicha provincia.[33]

El Dr. Eugenio R. Zaffaroni ha sido distinguido por ser pionero en la explicación del genocidio cometido por el último gobierno de facto de Argentina sobre la base de la teoría criminológica. Ha desarrollado aquella teoría como base para la evaluación de propuestas conducentes a la prevención de los asesinatos en masa por parte del Estado. Además, se ha destacado su crítica al Derecho Penal como un medio inadecuado para aquella prevención y los profundos interrogantes planteados acerca del rol del modelo retributivo de la Justicia Internacional.
- 2014 Miembro Honorario del Círculo de Investigación Líderes Optimistas Revelando Derecho (CILORD)[34]
- En 2018 recibió una mención especial por su "defensa de los derechos humanos" entregada por la junta interna de la Asociación de Trabajadores del Estado (ATE) de la Legislatura de la ciudad de Buenos Aires.
- En 2021 le fue otorgado el reconocimiento como "Personalidad destacada de la Universidad de Buenos Aires",[35] durante los festejos por el Bicentenario de dicha universidad,[36] recibiendo también una medalla personalizada, una moneda acuñada por la Casa de la Moneda y un sello postal del Correo Argentino (especialmente elaborados para la ocasión).[37]

#### Honoris causa
El Dr. Raúl Zaffaroni recibió los siguientes doctorados honoris causa de diferentes universidades.
1. Doctor honoris causa por la Universidade do Estado do Rio de Janeiro, Brasil, 1993.
2. Doctor honoris causa por la Universidad de Macerata, Italia, 2003.[38]
3. Doctor honoris causa por la Universidad Mayor de San Andrés, Bolivia, 2003.
4. Doctor honoris causa por la Universidad Nacional de Rosario, Argentina, 2003.
5. Doctor honoris causa de la Universidad Nacional San Agustín, Perú, 2003.
6. Doctor honoris causa por la Universidad Alas Peruanas, Perú, 2003.
7. Doctor honoris causa por la Universidad para la Cooperación Internacional, Costa Rica, 2003.
8. Doctor honoris causa por el Instituto Nacional de Ciencias Penales, México, 2003.
9. Doctor honoris causa por la Universidad de Castilla-La Mancha, España, 2004.
10. Doctor honoris causa de la Universidad Privada Antenor Orrego, Perú, 2004.
11. Doctor honoris causa de la Universidad Nacional de Cajamarca, Perú, 2005.
12. Doctor honoris causa de la Universidad Michoacana de San Nicolás de Hidalgo, México, 2006.
13. Doctor honoris causa de la Universidad de Morón, Argentina, 2006.
14. Doctor honoris causa de la Universidad APEC (UNAPEC), República Dominicana, 2007.
15. Doctor honoris causa de la Universidad Inca Garcilaso de la Vega, Perú, 2007.
16. Doctor honoris causa por la Universidad Nacional de Tucumán, Argentina, 2009.
17. Doctor honoris causa por la Universidad de la República, Uruguay, 2009.[39][40]
18. Doctor honoris causa por la Universidad Nacional del Sur, Argentina, 2009.[41][42]
19. Doctor honoris causa por la Universidad Nacional de Lomas de Zamora, Argentina, 2009.[43][44]
20. Doctor honoris causa por la Università degli Studi di Udine, Italia, 2009.
21. Doctor honoris causa de la Universidad San Martín de Porres, Perú, 2009.
22. Doctor honoris causa de la Universidade da Amazônia, Brasil, 2010.
23. Doctor honoris causa de la Universidad Andina Simón Bolívar, Ecuador, 2010.
24. Doctor honoris causa de la Universidad Nacional de Pilar, República del Paraguay, 2010.
25. Doctor honoris causa por la Universidad Nacional de San Luis, Argentina, 2010.[45][46][Nota 1]
26. Doctor honoris causa por la Universidad de la Cuenca del Plata, Argentina, 2011.[47]
27. Doctor honoris causa por la Universidad del Zulia, Venezuela, 2011.[48][49]
28. Doctor honoris causa por la Universidade Católica de Brasília, Brasil, 2011.
29. Doctor honoris causa por la Universidad Nacional de Trujillo, Perú, 2011[50]
30. Doctor honoris causa por la Universidad Nacional de Córdoba, Argentina, 2011.
31. Doctor honoris causa por la Universidad Mayor, Real y Pontificia de San Francisco Javier de Chuquisaca, Bolivia, 2012.[51]
32. Doctor honoris causa por la Universidad Nacional Mayor de San Marcos, Perú, 2013.[52]
33. Doctor honoris causa por la Universidad Nacional del Altiplano de Puno, Perú, 2014.[53]
34. Doctor honoris causa por la Universidad Gastón Dachary, Argentina, 2015.[54]
35. Doctor honoris causa por la Universidade Federal do Ceará, Brasil, 2015.[55]
36. Doctor honoris causa por la Universidad Nacional de José Clemente Paz, Argentina, 2015.[56]
37. Doctor honoris causa por la Universidad de San Carlos de Guatemala, Guatemala, 2016.[57]
38. Doctor honoris causa por la Universidad Autónoma de Tlaxcala, México, 2016.[58][59][60]
39. Doctor honoris causa por la Universidad Nacional de La Rioja, Argentina, 2019.[61][62]
40. Doctor honoris causa por la Universidad Andina del Cusco, Perú, 2020.[63]
41. Doctor honoris causa por la Universidad Católica de Santa María, Perú, 2023.[64]
42. Doctor honoris causa por la  Universidade Federal de Minas Gerais, Brasil, 2023.[65]
43. Doctor honoris causa por la  Universidad Bolivariana de Venezuela, Venezuela, 2024.[66][67]
44. Doctor honoris causa por la Universidad Nacional de Salta, Argentina, 2024.[68]

Profesor Honorario de la Universidad Nacional de La Plata, máxima distinción que concede esa universidad. 2025

## Conducción televisiva
En 2013 condujo su programa por la TV Pública un ciclo de cine polaco. Al año siguiente condujo su programa por la TV Pública sobre cuestión penal.

## Críticas y polémicas

### Polémica por su nominación a juez de la Corte Suprema
En 2003, al ser nominado para integrar la Corte Suprema, el escritor uruguayo Eduardo Galeano le envió una carta al ministro de Justicia, Derechos Humanos y Seguridad argentino Gustavo Béliz, para transmitirle su alegría por la nominación:

Desde la otra orilla del río, me tomo la libertad de contarle que somos muchos los uruguayos que hemos recibido con sorpresa y alegría la noticia de la candidatura del Dr. Eugenio Raúl Zaffaroni a la Corte Suprema de la nación argentina. Con sorpresa, porque en este mundo y en estos tiempos son poco frecuentes las noticias de que la justicia existe. Con alegría, porque celebramos la posibilidad de que un hombre valiente, jurista de talento, pueda ocupar ese alto cargo que merece. Sin sorpresa ni alegría, en cambio, mi mujer, Helena Villagra, y yo, que desde hace años conocemos a Zaffaroni y también conocemos su trayectoria, nos hemos enterado de los ataques que está recibiendo. Por lo general, las opiniones enemigas criminalizan su profesión de fe garantista, como si fuera delito exigir que la ley se cumpla para todos y no sólo para quienes puedan comprarla. Zaffaroni, dicen, es un peligro. Y no dicen, pero piensan, que su designación podría ser el principio del fin para una Corte Suprema que aplica la suprema ley del embudo y que protege la impunidad, la corrupción y otras malas costumbres multiplicadas por el poder en estos últimos años.
Eduardo Galeano

Al debatirse en 2003 en el Senado de la Nación el otorgamiento del acuerdo a la propuesta del Poder Ejecutivo de designar a Zaffaroni para integrar la Corte Suprema de Justicia, varios senadores formularon elogios y críticas a Zaffaroni. El senador justicialista Jorge Busti sostuvo que "los impugnadores de Zaffaroni son grandes estudios formados sólo para impugnarlo, no son entidades obreras ni organizaciones piqueteras, y las agrupaciones que lo apoyan son las Madres de Plaza de Mayo. El senador radical Rodolfo Terragno dio su voto negativo aduciendo que había jurado por el Estatuto del Proceso y que supuestamente más de 120 pedidos de habeas corpus de personas desaparecidas durante la dictadura habían pasado por sus manos sin que les hiciera lugar Terragno afirmó que entre 1976 y 1983, en 27 casos de desaparición de personas en que se presentaron habeas corpus en su Juzgado, Zaffaroni rechazó la acción. Terragno junto con Teresita Negre de Alonso adujeron que Zaffaroni había rechazado el habeas corpus por el paradero de Inés Olleros. Ambos senadores desconocían el nombre de la víctima ya que se llamaba Ollero (sin la letra "s"). La acusación fue desmentida por el propio padre de la desaparecida, que recordó que cuando le llevó a Zaffaroni el caso de la desaparición de su hija, Zaffaroni "No solo le creyó sino que firmó un papel avalándo el pedido de investigación "Puso que yo era una persona honorable cuando ni me conocía. Y le cumplí." Zaffaroni fue el primer juez en otorgarle un habeas corpus tras el rechazo anterior de 15 jueces.
Zaffaroni siguió con la investigación. Ordenó comparecer a los 35 policías de la seccional 49 que trabajaron no solo el 19 sino también el 20 de julio de 1977, a los presos que estaban en la comisaría, a los representantes de las líneas de colectivos números 111 y 187, al colectivero y a los pasajeros. Llegó a investigar al director de la Escuela de Mecánica de la Armada, en ese momento Rubén Chamorro, y también recabó datos al Cuerpo de Ejército Uno, el Ministerio del Interior, el Comando en Jefe del Ejército y la Policía Federal.
 Pese a las acusaciones de Terragno se conocieron decenas de casos de pedidos de Habeas corpus formulados por el juez en plena dictadura; uno de esos casos es la desaparición de la militante comunista Inés Ollero. Al menos en dos libros se encontraron testimonio de la trascendencia de la actuación de Raúl Zaffaroni como juez para esclarecer su caso. A tal punto que su trabajo investigativo y otorgamiento de habeas corpus para desaparecidos 
Fue calificado por el jurista  César Ollero definió como “el juicio de habeas corpus más completo del mundo (…) La investigación fue tan buena que la Comisión Interamericana de Derechos Humanos de la OEA
elogió “las investigaciones realizadas por el juez Zafaronni de la causa”. En plena dictadura 
Raúl Zaffaroni, otorgó otro habeas corpus para que el padre de un desaparecido pudiese viajar a Perú a denunciar los delitos contra los derechos humanos que sucedían en Argentina; Zafaronni falló determinando la inconstitucionalidad de la prohibición de salida y concediendole un recurso para que pudiese viajar.

. La senadora Vilma Ibarra del Frente Grande sostuvo que "Zaffaroni es seguramente el jurista de máximo prestigio internacional que tiene la Argentina y un hombre de la democracia. No escuché a ninguno de los que ahora hablan de la deuda previsional y de las omisiones patrimoniales hablar de la evolución patrimonial de los miembros de la Corte Suprema de Justicia." El senador Ricardo Gómez Diez del Partido Renovador de Salta (conservador) opinando que adeudaba aportes previsionales (Régimen de Trabajadores Autónomos Quienes se oponían a su nombramiento también lo objetaron haber omitido bienes y cuentas bancarias en el exterior en varias declaraciones juradas presentadas ante la Oficina Anticorrupción cuando era titular del Instituto Nacional contra la Discriminación (Inadi). Busti destacó en su apoyo, que una vez recuperada la democracia en 1983, "fue ascendido con acuerdo del Senado" a camarista.

### Pedido de juicio político
El julio de 2011, la ONG La Alameda solicitó ante la Procuración General su juicio político. Según el diario La Nación serían 3 los departamentos. Zaffaroni sostuvo entonces que estaría dando un mal ejemplo si el amarillismo lo hiciera renunciar. El pedido de juicio político no prosperó.

### Suspensión de la matrícula de abogado en la Capital Federal
En abril de 2015, Zaffaroni fue denunciado ante el Colegio Público de Abogados de la Ciudad Autónoma de Buenos Aires por incumplir un artículo de la ley 23.187, que prohíbe a los «magistrados y funcionarios judiciales jubilados» a actuar como abogados en el fuero al que hubieran pertenecido.
El 14 de julio de 2015 la Unidad de Instrucción a cargo de la Dra. Adriana Niño, consideró que no había falta alguna y que la denuncia debía ser desestimada, debido a que el jurado de enjuiciamiento del Consejo de la Magistratura, no es un tribunal inferior de la Corte Suprema, sino un tribunal independiente y autónomo. Intervino la Sala III del Tribunal de Ética del Colegio Público de Abogados de la Capital Federal. Zaffaroni, en su defensa sostuvo que no había existido ninguna infracción porque el jurado de enjuiciamiento del Consejo de la Magistratura, no es un tribunal inferior de la Corte Suprema, sino un tribunal autónomo de la Corte, y que eventualmente, de considerarse que no lo es, se habría tratado entonces de un error invencible de prohibición. La Sala dictó sentencia el 20 de mayo de 2016 suspendiendo tres meses a Zaffaroni en el ejercicio de la profesión. En la sentencia, se consideró que el jurado de enjuiciamiento del Consejo de la Magistratura era un órgano integrante del poder judicial, "sin independencia funcional".
Beinusz Szmukler, abogado de Zaffaroni ante el Colegio de Abogados, calificó la medida como "una venganza política de la más baja estofa”, y sostuvo que “como la Corte está por encima de todo, Zaffaroni no puede actuar ante ningún tribunal ni en un juri de enjuiciamiento, que además no forma parte del Poder Judicial”. Szmukler informó que Zaffaroni no apelarìa la decisión. Zaffaroni por su parte criticó la medida, afirmando que se trataba de una "venganza política", considerando el hecho que el Colegio de Abogados está dirigido por funcionarios macristas. En otro reportaje Zaffaroni cuestionó al Colegio, criticó el rechazo de la recusación sin argumentos y explicó que si hubiera estado realmente inhabilitado, el Colegio no debió haberle rehabilitado la matrícula:

Vivimos en el reino de la arbitrariedad. Se acabó el Derecho en nuestro país. Parece que cada cual hace lo que quiere si tiene el poder de hacerlo. Siempre se supo que yo estaba inhabilitado para ejercer la profesión en el ‘fuero’, es decir, ante la Corte, y el Colegio parece haberlo entendido así. Si no, no me hubiera rehabilitado la matrícula. ¿O para qué lo hizo? ¿Sólo para que pague la cuota? Si el Colegio me rehabilita mi matrícula, y su Tribunal de Ética me sanciona por haberla usado, no entiendo más nada... Vivimos un estado de excepción más que un estado de Derecho. Además, no ejerzo la profesión, y tendré que pensar mucho si el año que viene lo haré alguna vez, aunque sea ocasionalmente. Frente a este disparate me sentiría desprotegido en caso de ejercer la profesión. ¿Qué garantía tengo de no ser perseguido en el futuro si ejerzo la profesión?
Eugenio Zaffaroni